# Mathenesserlaan
De Mathenesserlaan is een lange brede laan die het centrum van Rotterdam verbindt met het Mathenesserplein in het westen van de stad.
De Mathenesserlaan maakt deel uit van het stedenbouwkundige plan van Gerrit de Jongh, directeur van Gemeentewerken Rotterdam, uit 1887. De bebouwing van de Mathenesserlaan stamt grotendeels uit het begin van de twintigste eeuw. Beeldbepalend zijn de grote herenhuizen van vier en vijf lagen, die deels als woonruimte, deels als kantoor of praktijkruimte worden gebruikt. Het gedeelte van de Mathenesserlaan tussen de Nieuwe Binnenweg en de Rochussenstraat is gebouwd in de jaren dertig toen het Land van Hoboken vrijkwam voor woningbouw.
Op 1 januari 1992 werd de naam van het deel van de Mathenesserlaan tussen Westersingel en Rochussenstraat gewijzigd in Museumpark.

## Gebouwen
- het oude Gemeentearchief van Rotterdam
- de HH. Laurentius & Elisabeth kathedraal

De Mathenesserlaan en de aangrenzende Heemraadssingel zijn voorgedragen als beschermd stadsgezicht.

## Fotogalerij

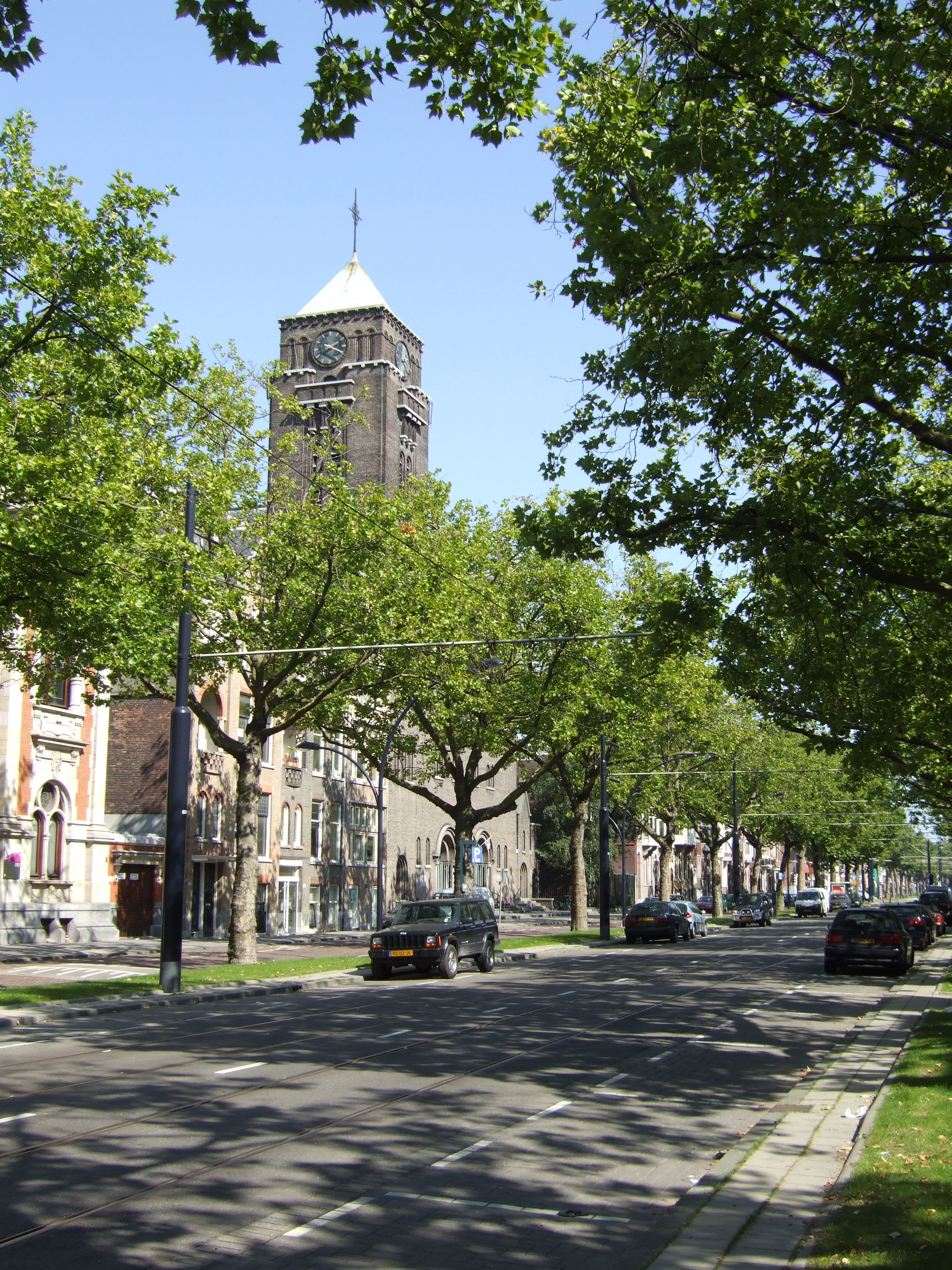
Mathenesserlaan met de Laurentius- en Elisabethkathedraal (rijksmonument)
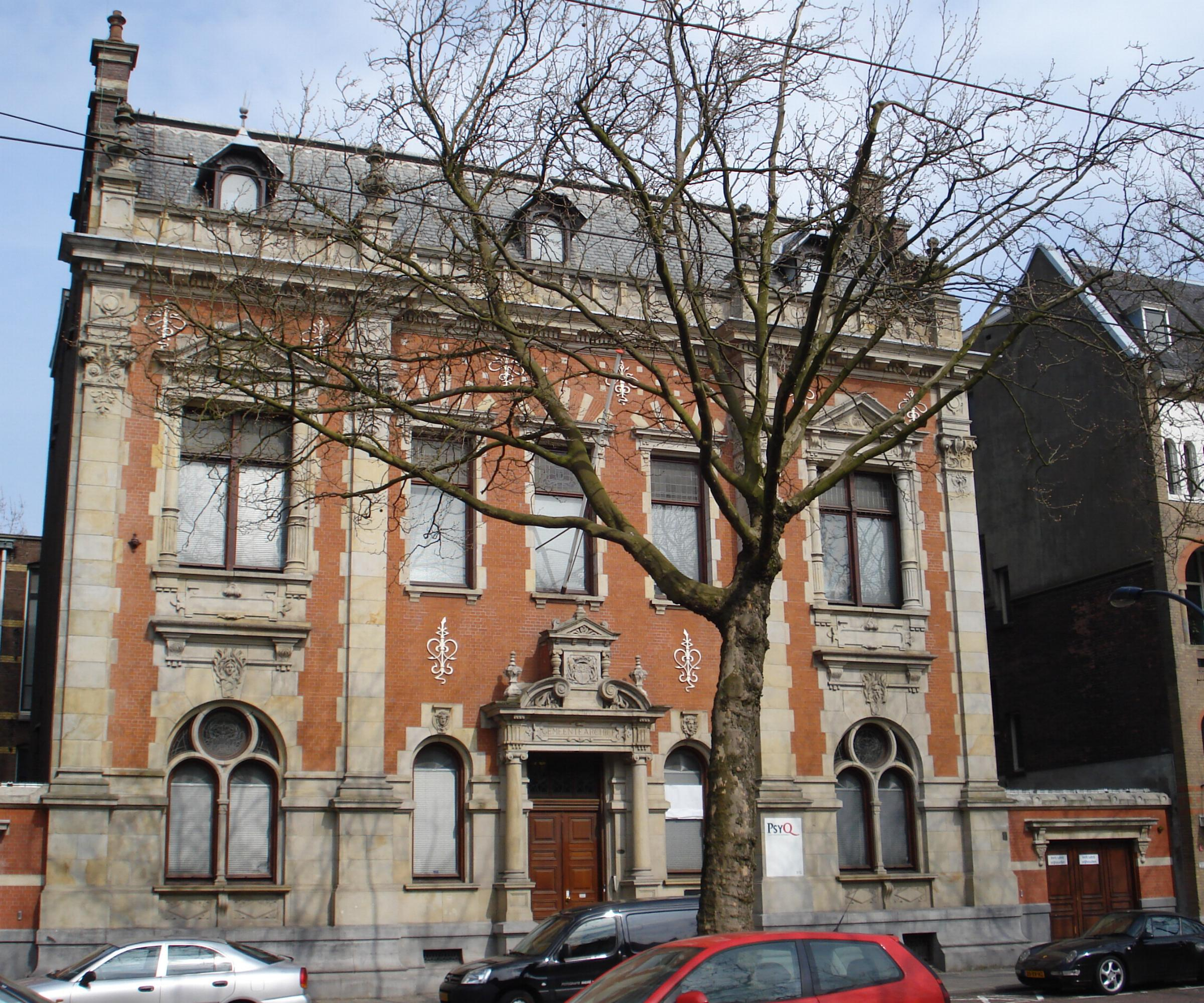
Oude gemeentearchief Rotterdam aan de Mathenesserlaan (rijksmonument)
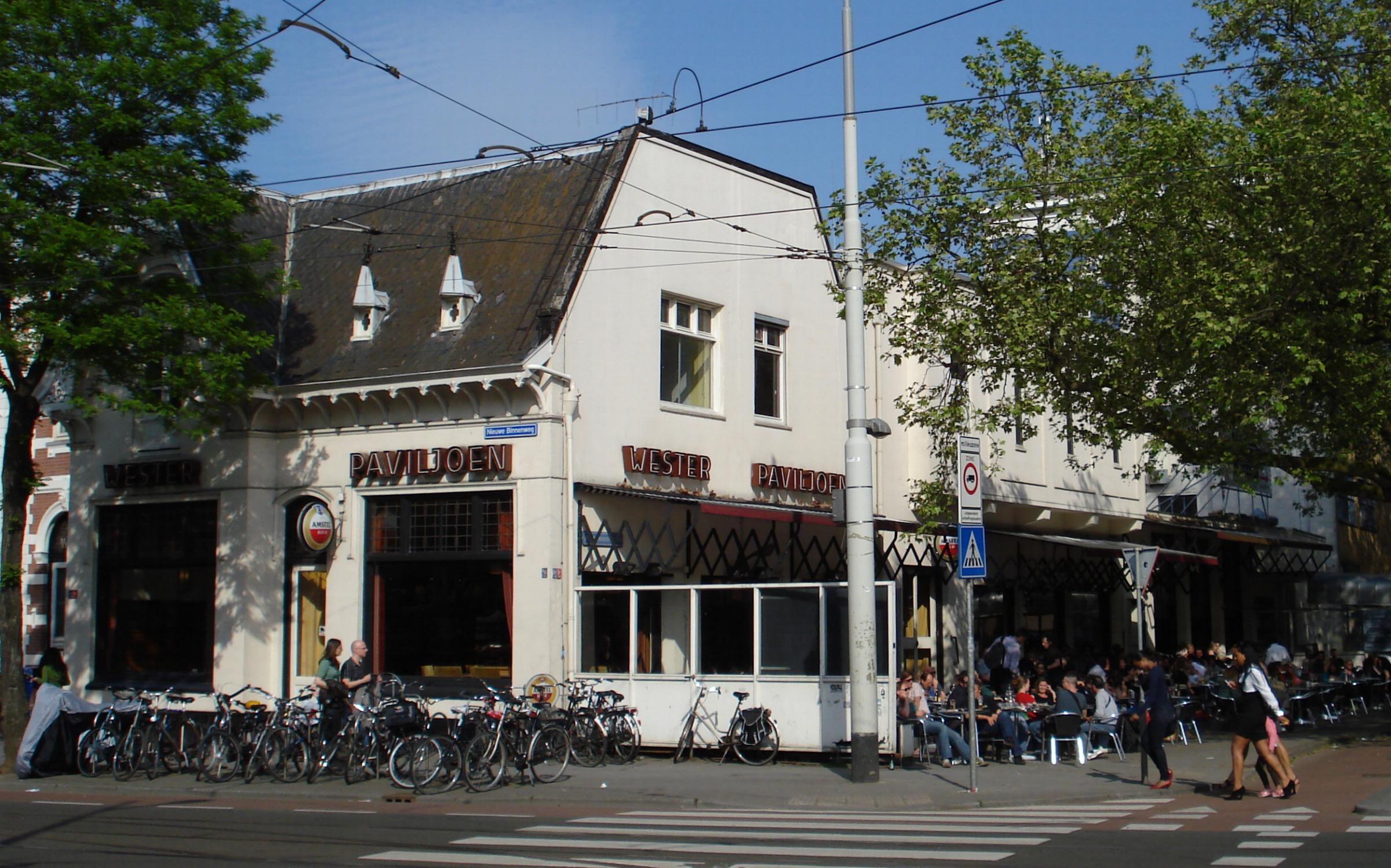
Westerpaviljoen - Mathenesserlaan155-157 (gemeentemonument)